# Helicoconis bazi
Helicoconis bazi är en insektsart som beskrevs av Monserrat och Díaz-aranda 1988. Helicoconis bazi ingår i släktet Helicoconis och familjen vaxsländor. Inga underarter finns listade i Catalogue of Life.